# World Series of Poker 2016
Die World Series of Poker 2016 war die 47. Austragung der Poker-Weltmeisterschaft und fand ab dem 31. Mai 2016 im Rio All-Suite Hotel and Casino in Paradise am Las Vegas Strip statt. Sie endete mit dem Finaltisch des Main Events, der vom 30. Oktober bis 1. November 2016 gespielt wurde.

## Turniere

### Struktur
Insgesamt standen 69 Pokerturniere in den Varianten Texas- und Omaha Hold’em, Seven Card Stud, Razz, 2-7 Triple Draw sowie in den gemischten Varianten H.O.R.S.E. und 8-Game auf dem Turnierplan. Ein Event wurde online ausgespielt. Der Buy-in lag zwischen 565 und 111.111 US-Dollar. Für einen Turniersieg erhielten die Spieler neben dem Preisgeld ein Bracelet. Benny Glaser, Ian Johns und Jason Mercier gewannen zwei Bracelets; Kristen Foxen, Courtney Kennedy und Safiya Umerova waren als einzige Frauen erfolgreich.

### Turnierplan

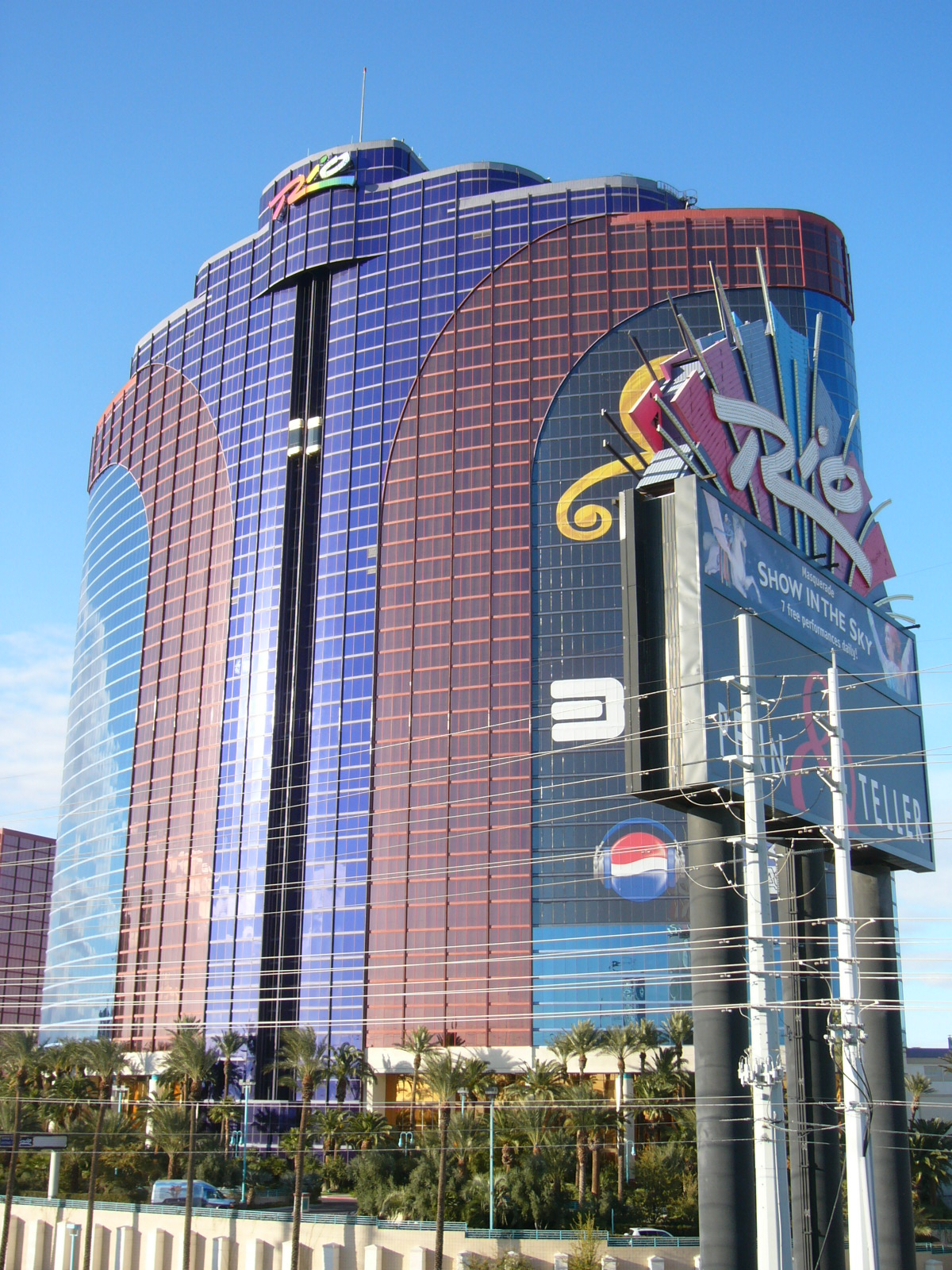
Das Rio All-Suite Hotel and Casino am Las Vegas Strip

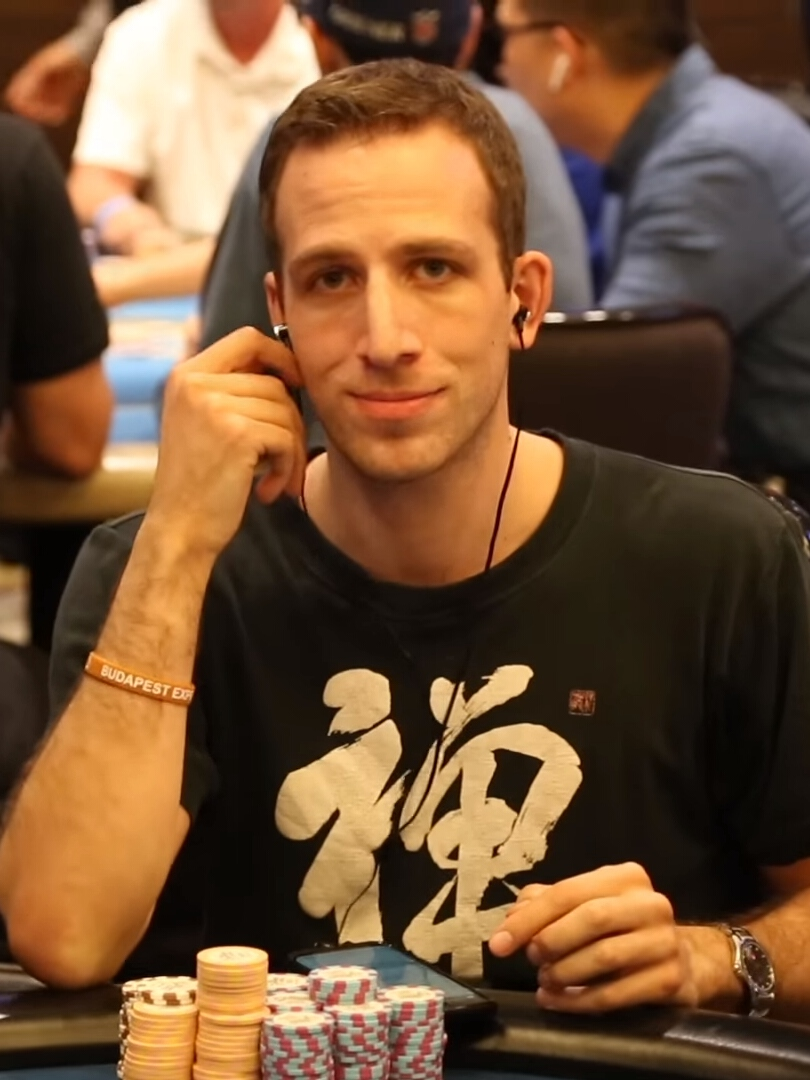
Benny Glaser gewann die Turniere #26 und #32

Im Falle eines mehrfachen Braceletgewinners gibt die Zahl hinter dem Spielernamen an, das wievielte Bracelet in diesem Turnier gewonnen wurde.
| #  | Buy-in (in $) | Turnier                                              | Turnierbeginn | Teilnehmer | Sieger                   | Sieger                   | Herkunft               | Herkunft               | Preisgeld (in $) |
| -- | ------------- | ---------------------------------------------------- | ------------- | ---------- | ------------------------ | ------------------------ | ---------------------- | ---------------------- | ---------------- |
| 1  | 000.565       | Casino Employees No-Limit Hold’em                    | 1. Juni 2016  | 00.731     | Christopher Sand         | Christopher Sand         | Vereinigte Staaten     | Vereinigte Staaten     | 0.075.157        |
| 2  | 000.565       | Colossus II No-Limit Hold’em                         | 2. Juni 2016  | 21.613     | Benjamin Keeline         | Benjamin Keeline         | Vereinigte Staaten     | Vereinigte Staaten     | 1.000.000        |
| 3  | 010.000       | Seven Card Stud Championship                         | 4. Juni 2016  | 00.087     | Robert Mizrachi (4)      | Robert Mizrachi (4)      | Vereinigte Staaten     | Vereinigte Staaten     | 0.242.662        |
| 4  | 001.000       | Top Up Turbo No-Limit Hold’em                        | 5. Juni 2016  | 00.667     | Kyle Julius              | Kyle Julius              | Vereinigte Staaten     | Vereinigte Staaten     | 0.142.972        |
| 5  | 001.500       | Dealers Choice 6-Handed                              | 5. Juni 2016  | 00.389     | Lawrence Berg            | Lawrence Berg            | Vereinigte Staaten     | Vereinigte Staaten     | 0.125.466        |
| 6  | 001.500       | No-Limit Hold’em                                     | 6. Juni 2016  | 02.016     | Peter Eichhardt          | Peter Eichhardt          | Schweden               | Schweden               | 0.438.417        |
| 7  | 001.500       | 2-7 Draw Lowball (No-Limit)                          | 6. Juni 2016  | 00.279     | Ryan D’Angelo            | Ryan D’Angelo            | Vereinigte Staaten     | Vereinigte Staaten     | 0.092.338        |
| 8  | 001.500       | H.O.R.S.E.                                           | 7. Juni 2016  | 00.778     | Ian Johns (2)            | Ian Johns (2)            | Vereinigte Staaten     | Vereinigte Staaten     | 0.212.604        |
| 9  | 010.000       | Heads-Up No-Limit Hold’em Championship               | 7. Juni 2016  | 00.153     | Alan Percal              | Alan Percal              | Vereinigte Staaten     | Vereinigte Staaten     | 0.320.574        |
| 10 | 001.500       | 6-Handed No-Limit Hold’em                            | 8. Juni 2016  | 01.477     | Mike Cordell             | Mike Cordell             | Vereinigte Staaten     | Vereinigte Staaten     | 0.346.088        |
| 11 | 010.000       | Dealers Choice 6-Handed Championship                 | 8. Juni 2016  | 00.118     | Jean Gaspard             | Jean Gaspard             | Vereinigte Staaten     | Vereinigte Staaten     | 0.306.621        |
| 12 | 000.565       | Pot-Limit Omaha                                      | 9. Juni 2016  | 02.483     | Ryan Laplante            | Ryan Laplante            | Vereinigte Staaten     | Vereinigte Staaten     | 0.190.328        |
| 13 | 001.500       | Seven Card Razz                                      | 9. Juni 2016  | 00.461     | Rep Porter (3)           | Rep Porter (3)           | Vereinigte Staaten     | Vereinigte Staaten     | 0.142.624        |
| 14 | 001.500       | Millionaire Maker No-Limit Hold’em                   | 10. Juni 2016 | 07.190     | Jason DeWitt (2)         | Jason DeWitt (2)         | Vereinigte Staaten     | Vereinigte Staaten     | 1.065.403        |
| 15 | 001.500       | Eight Game Mix (6-Handed)                            | 10. Juni 2016 | 00.491     | Paul Volpe (2)           | Paul Volpe (2)           | Vereinigte Staaten     | Vereinigte Staaten     | 0.149.943        |
| 16 | 010.000       | 2-7 Draw Lowball Championship (No-Limit)             | 11. Juni 2016 | 00.100     | Jason Mercier (4)        | Jason Mercier (4)        | Vereinigte Staaten     | Vereinigte Staaten     | 0.273.335        |
| 17 | 001.000       | No-Limit Hold’em                                     | 12. Juni 2016 | 02.242     | Chase Bianchi            | Chase Bianchi            | Vereinigte Staaten     | Vereinigte Staaten     | 0.316.920        |
| 18 | 003.000       | H.O.R.S.E.                                           | 12. Juni 2016 | 00.400     | Marco Johnson (2)        | Marco Johnson (2)        | Vereinigte Staaten     | Vereinigte Staaten     | 0.259.730        |
| 19 | 001.000       | Pot-Limit Omaha                                      | 13. Juni 2016 | 01.106     | Sam Soverel              | Sam Soverel              | Vereinigte Staaten     | Vereinigte Staaten     | 0.185.317        |
| 20 | 010.000       | Seven Card Razz Championship                         | 13. Juni 2016 | 00.100     | Ray Dehkharghani         | Ray Dehkharghani         | Vereinigte Staaten     | Vereinigte Staaten     | 0.273.338        |
| 21 | 003.000       | 6-Handed No-Limit Hold’em                            | 14. Juni 2016 | 01.029     | Calvin Lee               | Calvin Lee               | Vereinigte Staaten     | Vereinigte Staaten     | 0.531.577        |
| 22 | 001.500       | Limit Hold’em                                        | 14. Juni 2016 | 00.665     | Danny Le                 | Danny Le                 | Vereinigte Staaten     | Vereinigte Staaten     | 0.188.815        |
| 23 | 002.000       | No-Limit Hold’em                                     | 15. Juni 2016 | 01.419     | César García             | César García             | Spanien                | Spanien                | 0.447.739        |
| 24 | 010.000       | H.O.R.S.E. Championship                              | 15. Juni 2016 | 00.171     | Jason Mercier (5)        | Jason Mercier (5)        | Vereinigte Staaten     | Vereinigte Staaten     | 0.422.874        |
| 25 | 002.500       | No-Limit Hold’em                                     | 16. Juni 2016 | 01.045     | Michael Gagliano         | Michael Gagliano         | Vereinigte Staaten     | Vereinigte Staaten     | 0.448.463        |
| 26 | 001.500       | Omaha Hi-Low Split-8 or Better                       | 16. Juni 2016 | 00.934     | Benny Glaser (2)         | Benny Glaser (2)         | Vereinigtes Konigreich | Vereinigtes Konigreich | 0.244.103        |
| 27 | 001.000       | Seniors No-Limit Hold’em Championship                | 17. Juni 2016 | 04.499     | Johnnie Craig            | Johnnie Craig            | Vereinigte Staaten     | Vereinigte Staaten     | 0.538.204        |
| 28 | 010.000       | Limit Hold’em Championship                           | 17. Juni 2016 | 00.110     | Ian Johns (3)            | Ian Johns (3)            | Vereinigte Staaten     | Vereinigte Staaten     | 0.290.635        |
| 29 | 001.500       | No-Limit Hold’em                                     | 18. Juni 2016 | 01.796     | Alexander Ziskin         | Alexander Ziskin         | Vereinigte Staaten     | Vereinigte Staaten     | 0.401.287        |
| 30 | 003.000       | Six-Handed Pot-Limit Omaha                           | 18. Juni 2016 | 00.580     | Wjatscheslaw Ortynski    | Wjatscheslaw Ortynski    | Russland               | Russland               | 0.344.327        |
| 31 | 001.000       | Super Seniors No-Limit Hold’em                       | 19. Juni 2016 | 01.476     | James Moore              | James Moore              | Vereinigte Staaten     | Vereinigte Staaten     | 0.230.626        |
| 32 | 010.000       | Omaha Hi-Low Split-8 or Better Championship          | 19. Juni 2016 | 00.163     | Benny Glaser (3)         | Benny Glaser (3)         | Vereinigtes Konigreich | Vereinigtes Konigreich | 0.407.194        |
| 33 | 001.500       | Summer Solstice No-Limit Hold’em                     | 20. Juni 2016 | 01.840     | Adrián Mateos (2)        | Adrián Mateos (2)        | Spanien                | Spanien                | 0.409.171        |
| 34 | 001.500       | 2-7 Triple Draw Lowball (Limit)                      | 20. Juni 2016 | 00.358     | Andrei Saitschenko       | Andrei Saitschenko       | Russland               | Russland               | 0.117.947        |
| 35 | 005.000       | Six-Handed No-Limit Hold’em                          | 21. Juni 2016 | 00.541     | Michael Gathy (3)        | Michael Gathy (3)        | Belgien                | Belgien                | 0.560.843        |
| 36 | 002.500       | Mixed Omaha/Seven Card Stud Hi-Lo 8 or Better        | 21. Juni 2016 | 00.384     | Hani Awad                | Hani Awad                | Vereinigte Staaten     | Vereinigte Staaten     | 0.213.186        |
| 37 | 001.500       | Pot-Limit Omaha                                      | 22. Juni 2016 | 00.776     | Jiaqi Xu                 | Jiaqi Xu                 | Vereinigte Staaten     | Vereinigte Staaten     | 0.212.128        |
| 38 | 003.000       | 6-Handed Limit Hold’em                               | 22. Juni 2016 | 00.245     | Rafael Lebron            | Rafael Lebron            | Vereinigte Staaten     | Vereinigte Staaten     | 0.169.337        |
| 39 | 010.000       | 6-Handed No-Limit Hold’em Championship               | 23. Juni 2016 | 00.294     | Martin Kozlov            | Martin Kozlov            | Australien             | Australien             | 0.665.709        |
| 40 | 002.500       | Mixed Triple Draw Lowball (Limit)                    | 23. Juni 2016 | 00.236     | Christopher Vitch        | Christopher Vitch        | Vereinigte Staaten     | Vereinigte Staaten     | 0.136.854        |
| 41 | 001.500       | Monster Stack No-Limit Hold’em                       | 24. Juni 2016 | 06.927     | Mitchell Towner          | Mitchell Towner          | Vereinigte Staaten     | Vereinigte Staaten     | 1.120.196        |
| 42 | 003.000       | Shootout No-Limit Hold’em                            | 24. Juni 2016 | 00.400     | Phillip McAllister       | Phillip McAllister       | Vereinigtes Konigreich | Vereinigtes Konigreich | 0.267.720        |
| 43 | 010.000       | Seven Card Stud Hi-Lo Split-8 or Better Championship | 25. Juni 2016 | 00.136     | George Danzer (4)        | George Danzer (4)        | Deutschland            | Deutschland            | 0.338.646        |
| 44 | 001.000       | No-Limit Hold’em                                     | 26. Juni 2016 | 02.076     | Steven Wolansky (2)      | Steven Wolansky (2)      | Vereinigte Staaten     | Vereinigte Staaten     | 0.298.849        |
| 45 | 001.500       | Mixed No-Limit Hold’em/Pot-Limit Omaha               | 26. Juni 2016 | 00.919     | Loren Klein              | Loren Klein              | Vereinigte Staaten     | Vereinigte Staaten     | 0.241.427        |
| 46 | 001.500       | Bounty No-Limit Hold’em                              | 27. Juni 2016 | 02.158     | Kristen Foxen (2)        | Kristen Foxen (2)        | Kanada                 | Kanada                 | 0.290.768        |
| 47 | 010.000       | 2-7 Triple Draw Lowball (Limit) Championship         | 27. Juni 2016 | 00.125     | John Hennigan (4)        | John Hennigan (4)        | Vereinigte Staaten     | Vereinigte Staaten     | 0.320.103        |
| 48 | 005.000       | No-Limit Hold’em (30-minute levels)                  | 28. Juni 2016 | 00.524     | Ankush Mandavia          | Ankush Mandavia          | Vereinigte Staaten     | Vereinigte Staaten     | 0.548.139        |
| 49 | 001.500       | Seven Card Stud                                      | 28. Juni 2016 | 00.331     | Shaun Deeb (2)           | Shaun Deeb (2)           | Vereinigte Staaten     | Vereinigte Staaten     | 0.111.101        |
| 50 | 001.500       | Shootout No-Limit Hold’em                            | 29. Juni 2016 | 01.050     | Safiya Umerova           | Safiya Umerova           | Vereinigte Staaten     | Vereinigte Staaten     | 0.264.046        |
| 51 | 010.000       | 8-Handed Pot-Limit Omaha Championship                | 29. Juni 2016 | 00.400     | Brandon Shack-Harris (2) | Brandon Shack-Harris (2) | Vereinigte Staaten     | Vereinigte Staaten     | 0.894.300        |
| 52 | 003.000       | No-Limit Hold’em                                     | 30. Juni 2016 | 01.125     | Andrew Lichtenberger     | Andrew Lichtenberger     | Vereinigte Staaten     | Vereinigte Staaten     | 0.569.158        |
| 53 | 001.500       | Mixed PLO/8; Omaha 8/8; and Big O                    | 30. Juni 2016 | 00.668     | Allan Le                 | Allan Le                 | Vereinigte Staaten     | Vereinigte Staaten     | 0.189.223        |
| 54 | 000.888       | Crazy Eights 8-Handed No-Limit Hold’em               | 1. Juli 2016  | 06.761     | Hung Le                  | Hung Le                  | Vereinigte Staaten     | Vereinigte Staaten     | 0.888.888        |
| 55 | 050.000       | The Poker Player’s Championship (6-handed)           | 2. Juli 2016  | 00.091     | Brian Rast (3)           | Brian Rast (3)           | Vereinigte Staaten     | Vereinigte Staaten     | 1.296.097        |
| 56 | 001.500       | No-Limit Hold’em                                     | 3. Juli 2016  | 01.860     | David Peters             | David Peters             | Vereinigte Staaten     | Vereinigte Staaten     | 0.412.557        |
| 57 | 001.500       | Pot-Limit Omaha Hi-Lo Split-8 or Better              | 3. Juli 2016  | 00.732     | David Nowakowski         | David Nowakowski         | Vereinigte Staaten     | Vereinigte Staaten     | 0.203.113        |
| 58 | 001.000       | No-Limit Hold’em (30-minute levels)                  | 4. Juli 2016  | 01.397     | Corey Thompson           | Corey Thompson           | Vereinigte Staaten     | Vereinigte Staaten     | 0.221.163        |
| 59 | 005.000       | No-Limit Hold’em                                     | 5. Juli 2016  | 00.863     | Yue Du                   | Yue Du                   | China Volksrepublik    | China Volksrepublik    | 0.800.586        |
| 60 | 001.500       | Seven Card Stud Hi-Lo 8 or Better                    | 5. Juli 2016  | 00.521     | David Prociak            | David Prociak            | Vereinigte Staaten     | Vereinigte Staaten     | 0.156.546        |
| 61 | 001.000       | Tag Team No-Limit Hold’em                            | 6. Juli 2016  | 00.836     | Ryan Fee                 | Doug Polk (2)            | Vereinigte Staaten     | Vereinigte Staaten     | 0.153.358        |
| 62 | 025.000       | High Roller Pot-Limit Omaha                          | 6. Juli 2016  | 00.184     | Jens Kyllönen            | Jens Kyllönen            | Finnland               | Finnland               | 1.127.035        |
| 63 | 001.000       | No-Limit Hold’em                                     | 7. Juli 2016  | 02.452     | Tony Dunst               | Tony Dunst               | Vereinigte Staaten     | Vereinigte Staaten     | 0.339.254        |
| 64 | 003.000       | Pot-Limit Omaha Hi-Lo Split 8 or Better              | 7. Juli 2016  | 00.473     | Kyle Bowker              | Kyle Bowker              | Vereinigte Staaten     | Vereinigte Staaten     | 0.294.960        |
| 65 | 001.000       | Ladies No-Limit Hold’em Championship                 | 8. Juli 2016  | 00.819     | Courtney Kennedy         | Courtney Kennedy         | Vereinigte Staaten     | Vereinigte Staaten     | 0.149.108        |
| 66 | 001.000       | WSOP.com online No-Limit Hold’em                     | 8. Juli 2016  | 01.247     | Clayton Maguire          | Clayton Maguire          | Vereinigte Staaten     | Vereinigte Staaten     | 0.210.279        |
| 67 | 111.111       | High Roller for One Drop No-Limit Hold’em            | 8. Juli 2016  | 00.183     | Fedor Holz               | Fedor Holz               | Deutschland            | Deutschland            | 4.981.775        |
| 68 | 010.000       | Main Event No-Limit Hold’em Championship             | 9. Juli 2016  | 06.737     | Qui Nguyen               | Qui Nguyen               | Vereinigte Staaten     | Vereinigte Staaten     | 8.005.310        |
| 69 | 001.111       | Little One for One Drop No-Limit Hold’em             | 12. Juli 2016 | 04.360     | Michael Tureniec         | Michael Tureniec         | Schweden               | Schweden               | 0.525.520        |

### Main Event

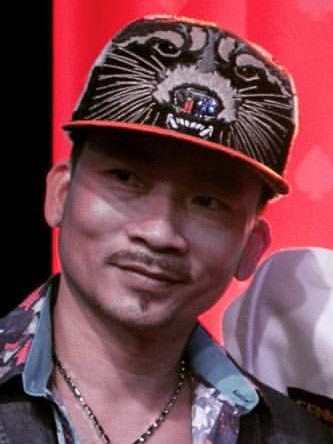
Qui Nguyen (2016)

Der Finaltisch wurde vom 30. Oktober bis 1. November 2016 gespielt. In der finalen Hand gewann Nguyen mit K♣ 10♣ gegen Vayo mit J♠ 10♠. Ausschnitte der letzten Hand sind im Film Molly’s Game – Alles auf eine Karte zu sehen.
| Platz | Herkunft           | Spieler         | Alter * | Preisgeld (in $) |
| ----- | ------------------ | --------------- | ------- | ---------------- |
| 1     | Vereinigte Staaten | Qui Nguyen      | 39      | 8.005.310        |
| 2     | Vereinigte Staaten | Gordon Vayo     | 27      | 4.661.228        |
| 3     | Vereinigte Staaten | Cliff Josephy   | 50      | 3.453.035        |
| 4     | Vereinigte Staaten | Michael Ruane   | 28      | 2.567.003        |
| 5     | Tschechien         | Vojtěch Růžička | 30      | 1.935.288        |
| 6     | Belgien            | Kenny Hallaert  | 34      | 1.464.258        |
| 7     | Kanada             | Griffin Benger  | 31      | 1.250.190        |
| 8     | Vereinigte Staaten | Jerry Wong      | 34      | 1.100.076        |
| 9     | Spanien            | Fernando Pons   | 37      | 1.000.000        |

## Player of the Year

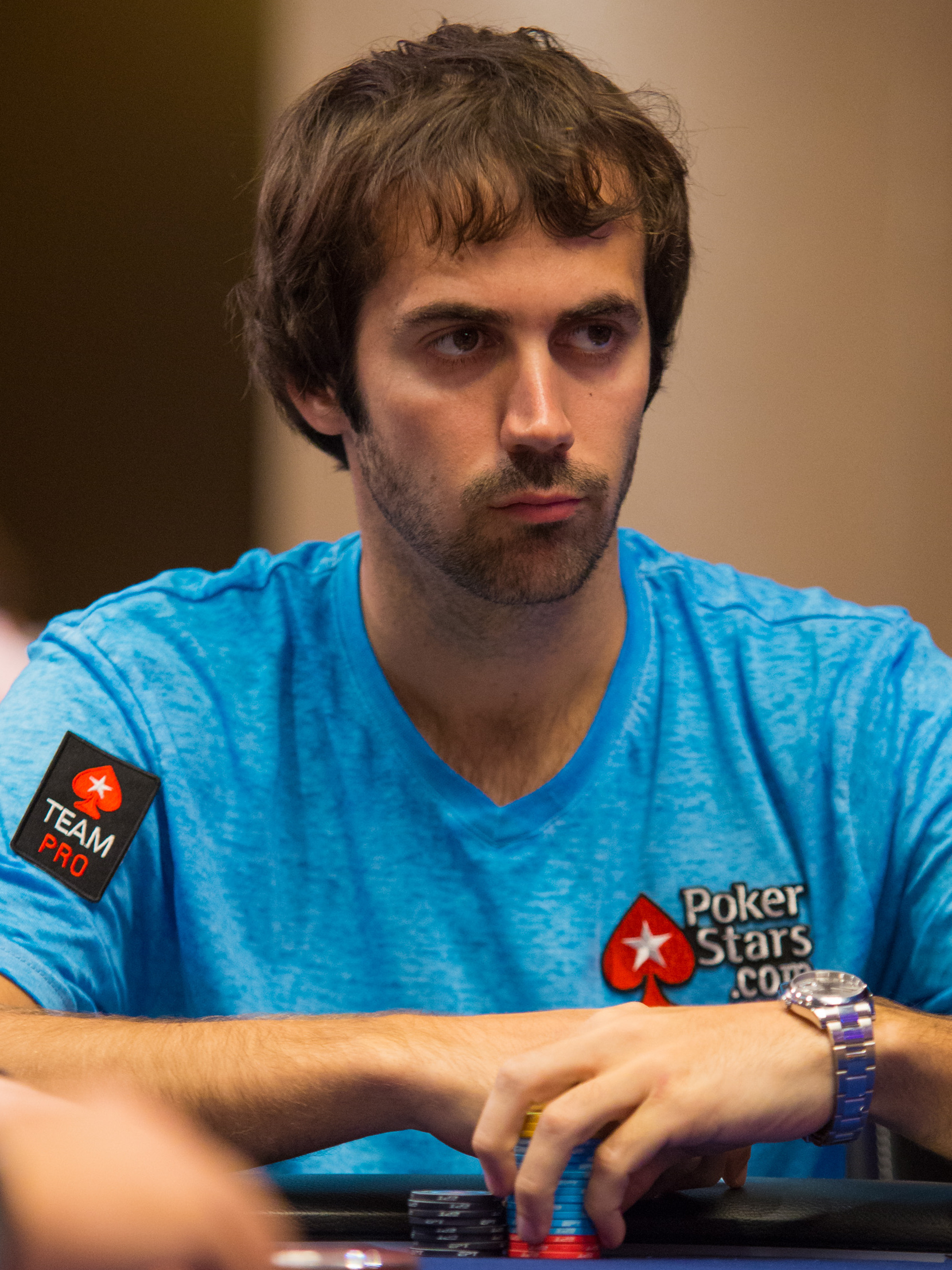
Jason Mercier (2013)

Die Auszeichnung als Player of the Year erhielt der Spieler, der über alle Turniere hinweg die meisten Punkte sammelte. Von der Wertung waren nicht für alle Spieler zugängliche Turniere ausgenommen. Sieger Jason Mercier gewann zwei Bracelets und erreichte insgesamt vier Finaltische und elfmal die Geldränge.
| Platz | Herkunft               | Spieler       | Punkte  |
| ----- | ---------------------- | ------------- | ------- |
| 1     | Vereinigte Staaten     | Jason Mercier | 2195,57 |
| 2     | Vereinigte Staaten     | Paul Volpe    | 1923,66 |
| 3     | Irland                 | Max Silver    | 1687,67 |
| 4     | Australien             | James Obst    | 1648,12 |
| 5     | Vereinigte Staaten     | John Monnette | 1591,35 |
| 6     | Australien             | Martin Kozlov | 1539,10 |
| 7     | Vereinigte Staaten     | Justin Bonomo | 1515,94 |
| 8     | Belgien                | Michael Gathy | 1505,31 |
| 9     | Vereinigtes Konigreich | David Vamplew | 1496,22 |
| 10    | Vereinigtes Konigreich | Benny Glaser  | 1472,82 |